# Saad Al-Dosari
Saad Al-Dosari (Wadi ad-Dawasir, Arabia Saudita; 17 de junio de 1977 – Al-Hasa, Arabia Saudita; 30 de diciembre de 2004) fue un futbolista de Arabia Saudita que jugó en la posición de centrocampista.

## Carrera

### Club
| Periodo   | Club             |
| --------- | ---------------- |
| 1997–2001 | Al-Riyadh SC     |
| 2001–2003 | Al-Ahli Saudi FC |
| 2003–2004 | Al-Hilal FC      |

### Selección nacional
Jugó para Arabia Saudita en 28 ocasiones de 1998 a 2004 y participó en la Copa Asiática 2004.

## Logros
- Copa del Príncipe de la Corona Saudí (1): 2002
- Copa Federación de Arabia Saudita (2): 2001, 2002
- Liga de Campeones Árabe (1): 2002-03
- Copa de Clubes Campeones del Golfo (1): 2002

## Muerte
El 30 de diciembre de 2004 Al-Dosari muere como resultado de un accidente automovilístico en Al-Hasa en la Provincia Oriental.